# Маврейново
Маврѐйново или Мавреново, Маврейково (на гръцки: Μαύρο, Мавро, катаревуса: Μαύρον, Маврон, до 1926 година Μαύριανη, Мавряни) е бивше село в Егейска Македония, Гърция, разположено на територията на дем Въртокоп, област Централна Македония.

## География
Развалините на селото са разположени на надморска височина от 80 m в Солунското поле, непосредствено северно от Мандалево (Мандало).

## История

### В Османската империя
В обобщен списък на джизието на немюсюлманите от вилаета Водане за 1619-1620 година селото е отбелязано като Мавроян, с 85 ханета (домакинства).
Според Николаос Схинас („Οδοιπορικαί σημειώσεις Μακεδονίας, Ηπείρου, Νέας οροθετικής γραμμής και Θεσσαλίας“) в средата на 80-те години на XIX век Маврейново (Μαβρένοβον) има 5 семейства християни.
В началото на XX век Маврейново е изцяло българско село в Ениджевардарска кааза на Османската империя. Според статистиката на Васил Кънчов („Македония. Етнография и статистика“) в 1900 година Маврейново има 56 жители българи. Според Христо Силянов след Илинденското въстание в 1904 година цялото село минава под върховенството на Българската екзархия.
По данни на секретаря на Българската екзархия Димитър Мишев („La Macédoine et sa Population Chrétienne“) в 1905 година в Мавреново (Mavrenovo) има 80 българи екзархисти. Към 1906-1907 година енорийски свещеник в селото е Димитри Георгиев.
В 1910 година в селото (Μαυρένοβον) има 55 жители екзархисти.

### В Гърция
По време на Балканската война в селото влизат гръцки части и селото остава в Гърция след Междусъюзническата война в 1913 година. При преброяването от 1913 година в селото има 41 мъже и 31 жени.
Боривое Милоевич пише в 1921 година („Южна Македония“), че Мавреново има 11 къщи славяни християни.
В 1924 година по официален път 30 българи се изселват в България. Изплатен е 1 имот на жители, които са се изселили в България. В селото са заселени 95 души гърци бежанци. В 1926 името на селото е сменено на Мавро, в превод черно. В 1927 година селото е смесено местно-бежанско.
Селото е слято с Мандалево.
| Година    | 1913 | 1920 | 1928 | 1940 | 1951 | 1961 | 1971 | 1981 | 1991 | 2001 | 2011 | 2021 |
| --------- | ---- | ---- | ---- | ---- | ---- | ---- | ---- | ---- | ---- | ---- | ---- | ---- |
| Население | 72   | 85   | 182  | 216  | 192  | 206  | 180  | 199  | 202  |      |      |      |